# Abraham Lincoln nella cultura di massa

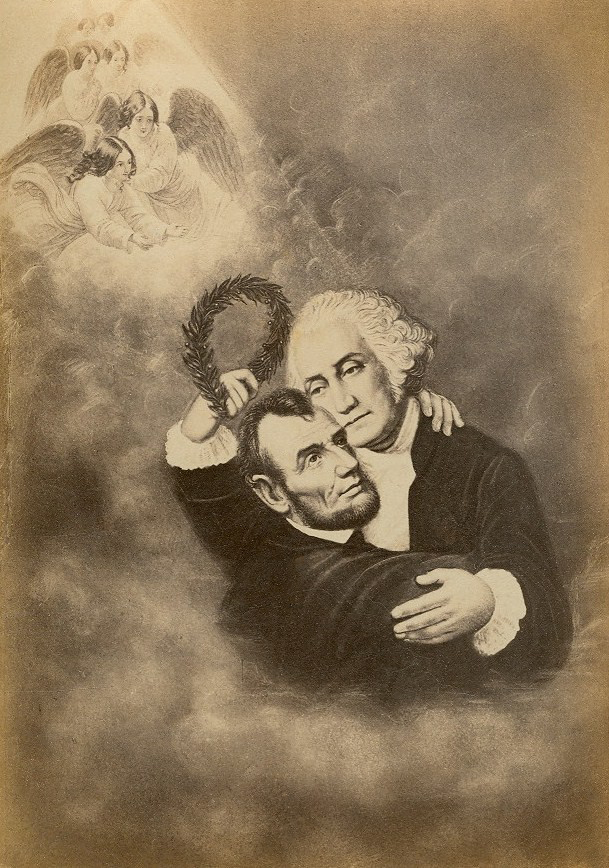
L'apoteosi di Abraham Lincoln, accolto nel Regno dei Cieli da George Washington, che gli sta ponendo sul capo una corona trionfale.

La relazione tra Abraham Lincoln e la cultura di massa risale al 1865, immediatamente dopo il suo assassinio; divenne una figura iconica della società americana, solitamente rappresentato in una maniera assai favorevole e circonfuso da un'aura di eroismo.

## Statuaria
Oltre che in numero cospicuo negli Stati Uniti d'America, le statue del 16° presidente degli Stati Uniti d'America si possono trovare anche in vari altri paesi del mondo.
A Ciudad Juárez, città di confine del Messico si trova una statua di bronzo alta 4 metri, un dono degli Stati Uniti, dedicata nel 1966 dalla presidenza di Lyndon B. Johnson; in cambio ha ricevuto un monumento di Benito Juárez il quale si trova a Washington.
I due capi di Stato si scambiarono un amichevole epistolario durante la guerra di secessione americana; la nazione messicana ricorda in particolar modo l'opposizione espressa da Lincoln in occasione della guerra messico-statunitense voluta invece dalla presidenza di James Knox Polk. Da parte sua Juárez si rifiuterà di sostenere gli Stati Confederati d'America e farà imprigionare quei sudisti che cercarono il suo aiuto.
Esiste anche un'altra statua a Tijuana, nella Bassa California, che mostra Lincoln in piedi mentre distrugge le catene della schiavitù negli Stati Uniti d'America. 

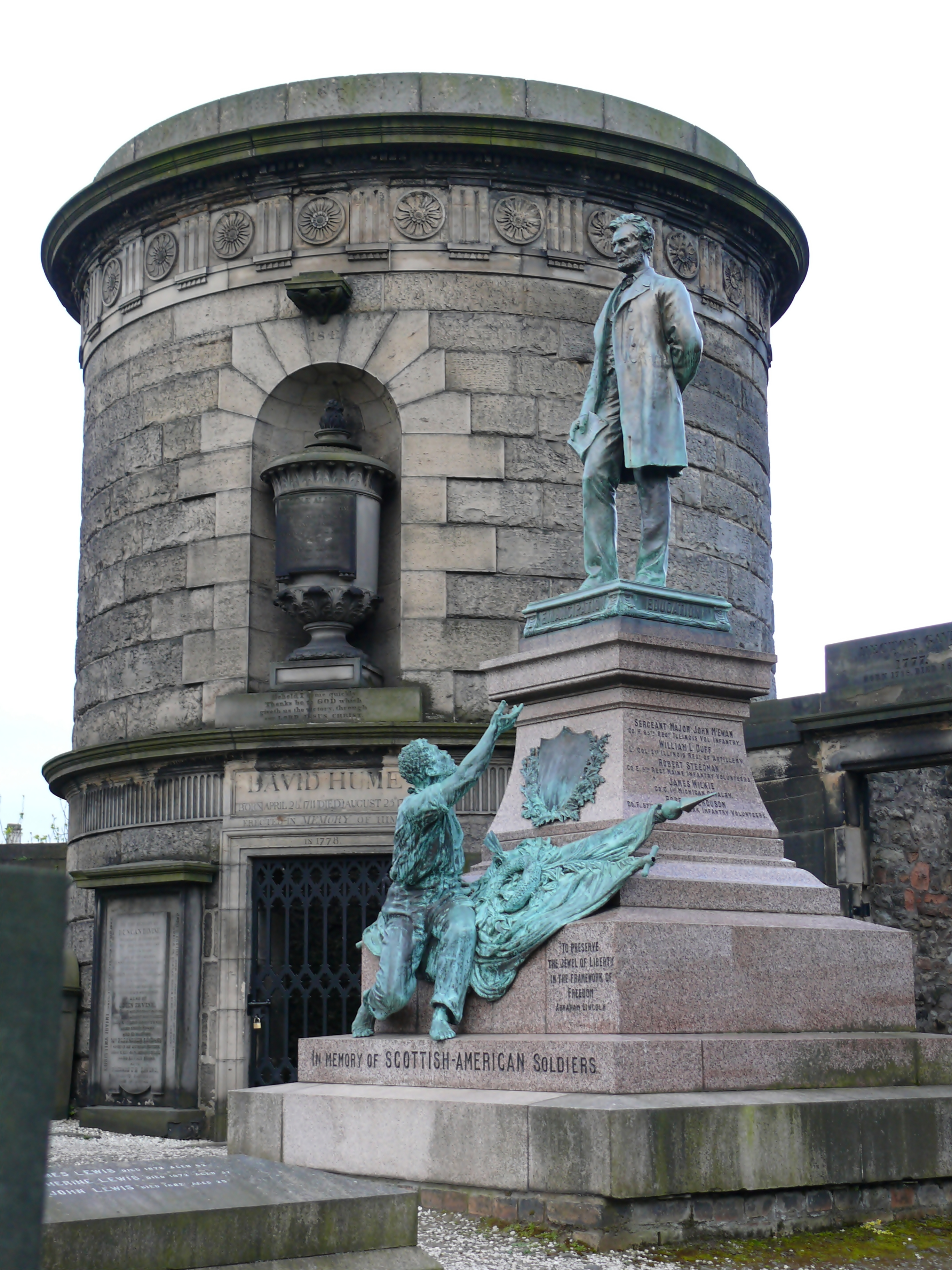
Il memoriale dedicato al presidente, Old Calton Burial Ground di Edimburgo.

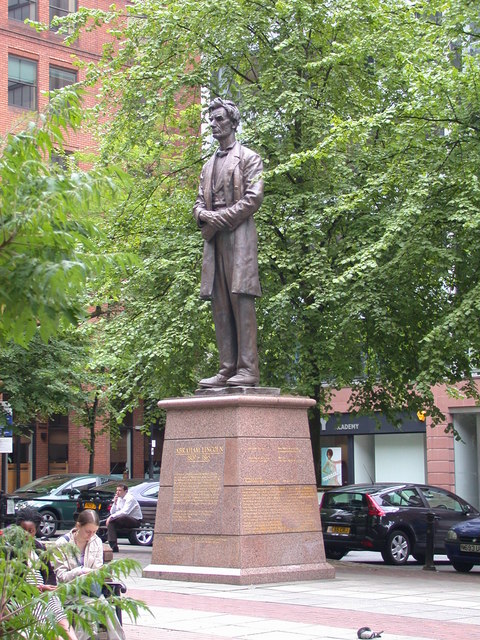
Abraham Lincoln a Manchester.

Ci sono poi almeno tre statue del presidente nel Regno Unito: una in Parliament Square a Londra, opera di Augustus Saint-Gaudens; una a Manchester di George Grey Barnard e un'altra a Edimburgo di George Edwin Bissell. C'è anche un busto nella chiesa di St Andrews a Hingham, nel Norfolk, dove vivevano gli antenati di Lincoln.
A L'Avana, capitale di Cuba, c'è un busto di Abraham Lincoln nel Museo della Rivoluzione, una piccola statua di lui davanti alla Scuola di Abraham Lincoln e un busto nelle immediate vicinanze del Campidoglio (L'Avana).
A Quito, in Ecuador, una statua di Lincoln si trova nella Plaza Abraham Lincoln.
L'Avenida Abraham Lincoln, nella Repubblica Dominicana, è una delle strade più importanti e trafficate della capitale centroamericana.

## Poesia
Subito dopo che il presidente morì il poeta Walt Whitman (autore di Foglie d'erba) scrisse, in suo onore, la famosissima poesia O capitano! Mio capitano! (portata sulle scene del grande schermo da L'attimo fuggente); sarà particolarmente affascinato da Lincoln tanto che scrisse anche altri versi in suo onore (When Lilacs Last in the Dooryard Bloom'd, Hush'd Be the Camps To-Day e This Dust Was Once the Man). Sembra che il presidente amasse la sua poetica già da prima dello scoppio della guerra civile.

## Letteratura
- Nel romanzo di Jules Verne Ventimila leghe sotto i mari del 1870 una fregata a vapore battezzata "Abraham Lincoln" viene inviata a dare la caccia al "mostro" che ha attaccato le navi in mare. Il capitano Nemo ha anche un ritratto del presidente appeso nel suo studio a bordo del Nautilus.
- Nel prequel intitolato L'isola misteriosa i cinque prigionieri dell'Unione naufragati chiamano l'isola che scoprono "Lincoln Island".
- Lo scrittore tedesco Karl May scrisse due storie concernenti William "Canada Bill" Jones: Ein Self-man (1878) e Three carde monte (1879). Il narratore si incontra più volte con il giovane Abraham Lincoln e insieme si oppongono a "Kanada-Bill". Entrambe le narrazioni hanno in comune il primo incontro degli eroi: il protagonista incontra Lincoln nel bel mezzo di una foresta mentre si sta allenando all'oratoria[2].
- Il romanzo del 1971 di George MacDonald Fraser intitolato Flash for Freedom! presenta un giovane Abraham Lincoln al tempo in cui era un membro del Congresso. Il narratore anti-eroe e un Harry Paget Flashman in vena di confessioni lo descrive come "la stoffa di un grande mascalzone come lo sono io stesso".
- The Snake Oil Wars di Parke Godwin (1988)
- Nel romanzo del 1992 di Clive Cussler intitolato Sahara viene raccontata una storia alternativa e immaginaria riguardo alla sua morte, secondo la quale i Confederati, durante le ultime fasi della Guerra di secessione americana avevano catturato e trasferito Lincoln su una delle loro corazzate, la CSS Texas. Dopo un'epica battaglia svoltasi sul fiume James, la nave sudista sbaragliò una flotta dell'Union Navy e riuscì a guadagnare il fiume Niger, dove infine si arenò.

Secondo il libro l'uomo che venne ucciso al Teatro Ford era in realtà un attore, ingaggiato dal Segretario alla Guerra degli Stati Uniti d'America Edwin McMasters Stanton, così come lo stesso John Wilkes Booth - nel quadro di una cospirazione orchestrata da Stanton stesso per assumere il potere. Gli eroi del romanzo, Dirk Pitt e Al Giordino scopriranno la nave e rimanderanno la salma del Presidente in patria.
- Nel 2017, il romanzo Lincoln nel Bardo di George Saunders, ambientato durante la notte della morte del figlio Willie, è stato premiato con il Man Booker Prize 2017.[3][4]

## Fumetti
- Nella serie di fumetti belga Lucky Luke, Abraham Lincoln appare in un cameo come il presidente degli Stati Uniti d'America nell'album "Le fil qui chante" pubblicato nel 1977 da Morris e René Goscinny (sceneggiatore). Collabora all'arruolamento dei volontari per la costruzione del primo telegrafo transcontinentale statunitense e Lucky Luke si presenta per poter dare una mano.
- L'assassinio di Abraham Lincoln è anche al centro della storia di Tex Gli uomini che uccisero Lincoln, uscita nel 1998: in essa si immagina che l'omicidio del presidente sia stato in realtà voluto da alcuni membri del suo stesso gabinetto, contrari alla politica di riconciliazione che egli, a guerra finita, intendeva adottare nei confronti del Sud sconfitto.
- Lincoln riappare nel fumetto "Lucky Luke contre Pinkerton" pubblicato nel 2010 da Achdé, Daniel Pennac e Tonino Benacquista, dove viene assegnato ad Allan Pinkerton il compito di dirigere la sua guardia del corpo.

## Musica classica
Lincoln Portrait del compositore Aaron Copland. L'argomento sono le parole pronunciate da Lincoln; contiene estratti dal suo discorso annuale del 1862 al Congresso degli Stati Uniti d'America, i Dibattiti Lincoln-Douglas e il discorso di Gettysburg. Il narratore è solitamente una persona distinta che l'orchestra desidera onorare; tra loro vi furono a più riprese Bill Clinton, Al Gore e Barack Obama.

## Canzone popolare
Più di 1.000 brani musicali sono stati scritti su di lui.
- Abraham, Martin and John, scritto da Dick Holler e registrato da Dion DiMucci (1968). Questa famosa canzone è apparsa per la prima volta nel doppio singolo con copertina composta da spartiti raffigurante il Monte Rushmore[6].

## Teatro

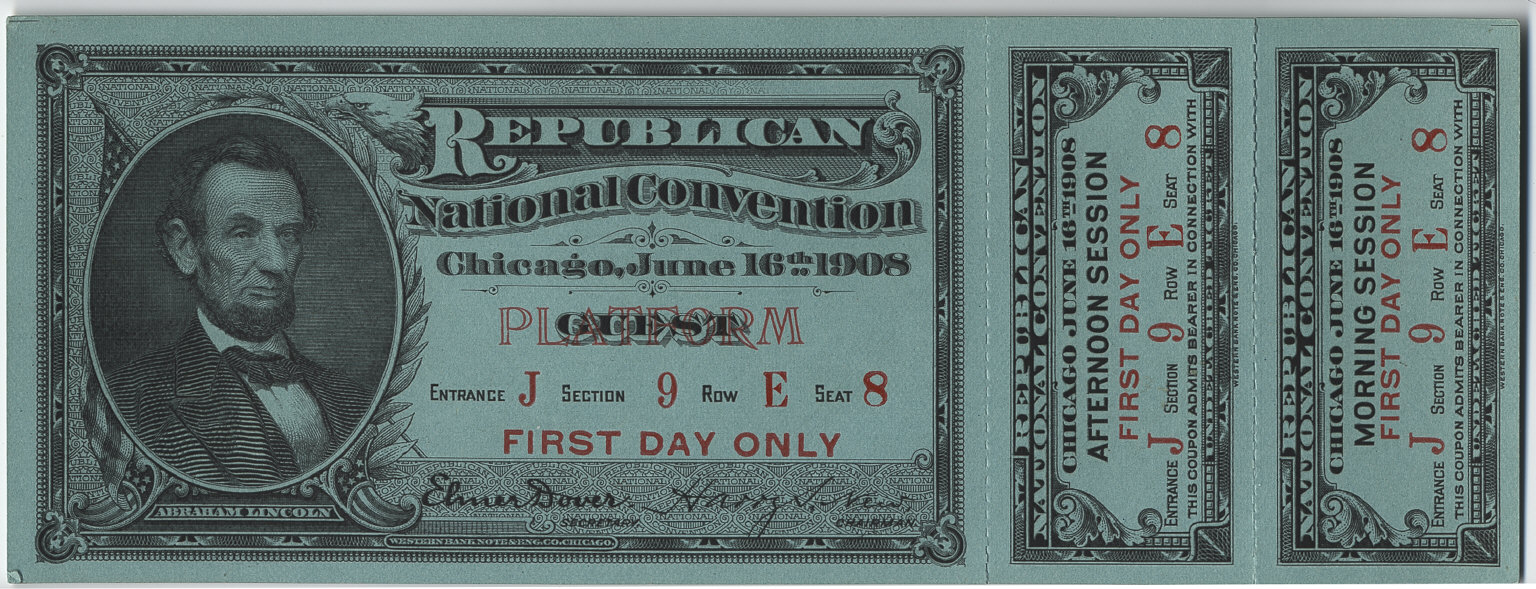
Il biglietto d'ingresso alla Convention nazionale Republicana per le elezioni presidenziali del 1908.

- Abe Lincoln in Illinois

## Cinema e televisione
Diverrà ben presto una presenza iconica in svariate raffigurazioni, solitamente tendenti alla sua idealizzazione eroica; è stato spesso interpretato in numerosi film di Hollywood e quasi sempre in una luce lusinghiera. È stato interpretato in molte pellicole cinematografiche e programmi televisivi fin dal lontano 1908.
Il primo film basato su Lincoln è stato The Reprieve: An Episode in the Life of Abraham Lincoln diretto da Van Dyke Brooke; viene mostrato Lincoln mentre perdona una sentinella per essersi addormentata durante il proprio turno di guardia, un tema che sarebbe stato raffigurato più volte anche in altri cortometraggi dell'epoca del cinema muto.
- Abraham Lincoln's Clemency, regia di Theodore Wharton - cortometraggio (1910)
- When Lincoln Paid, regia di Francis Ford - cortometraggio (1913)
- The Sleeping Sentinel - cortometraggio (1914)
- Nascita di una nazione (The Birth of a Nation), regia di David Wark Griffith (1915)[11]
- L'invasione degli Stati Uniti (The Battle Cry of Peace), regia di J. Stuart Blackton e Wilfrid North (1915)
- The Crisis, regia di Colin Campbell (1916)
- Her Country's Call, regia di Lloyd Ingraham (1917)
- The Copperhead, regia di Charles Maigne (1920)[12]

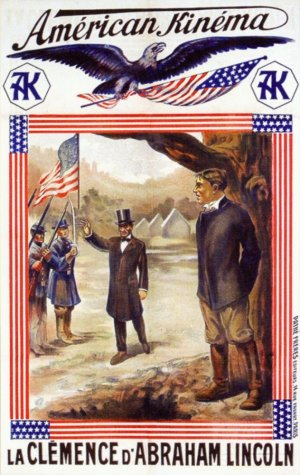
Locandina del film Abraham Lincoln's Clemency del 1910.

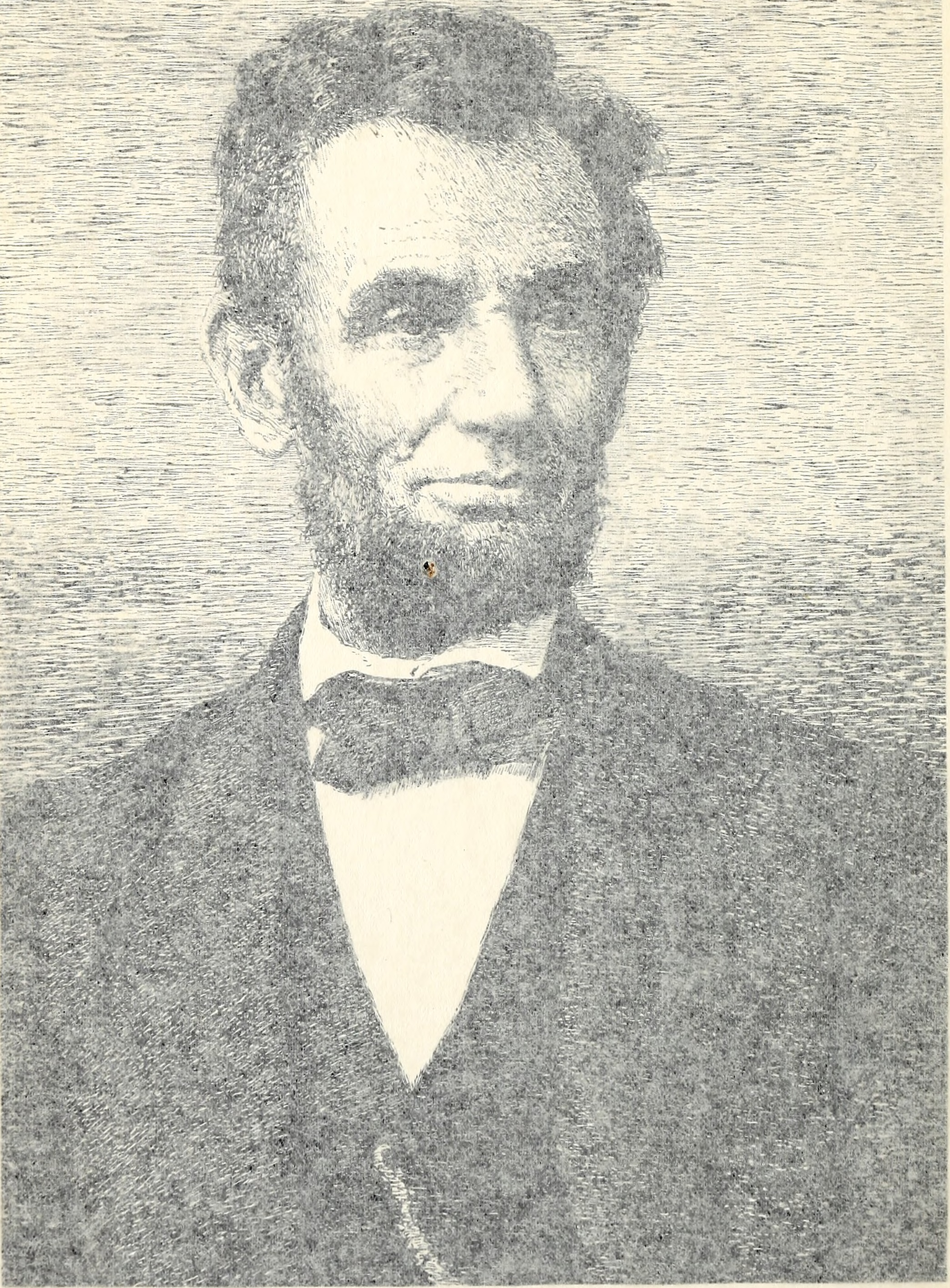
Immagine tratta alla biografia Abraham Lincoln - a history del 1914.

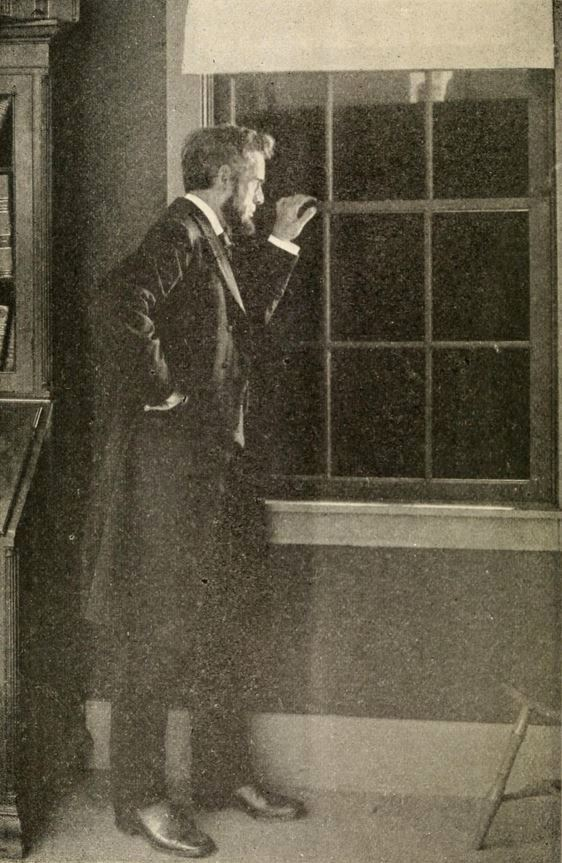
Sam D. Drane interpreta il presidente in The Crisis (film 1916)

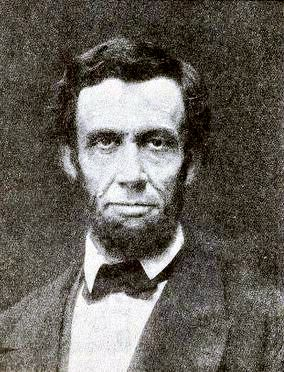
Benjamin Chapin interpreta il presidente nel 1917.

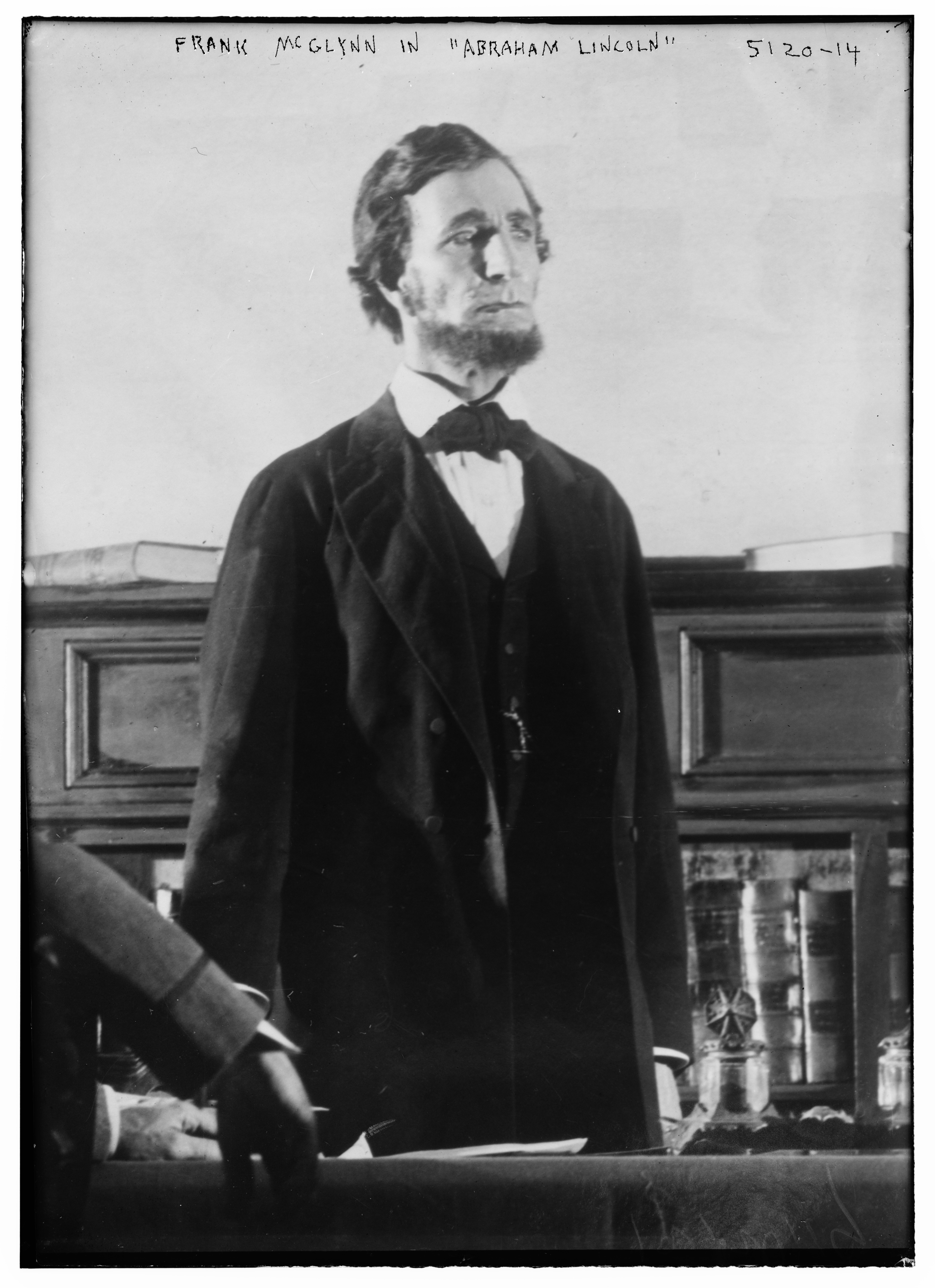
Frank McGlynn Sr. interpreta il presidente in uno spettacolo teatrale del 1918.

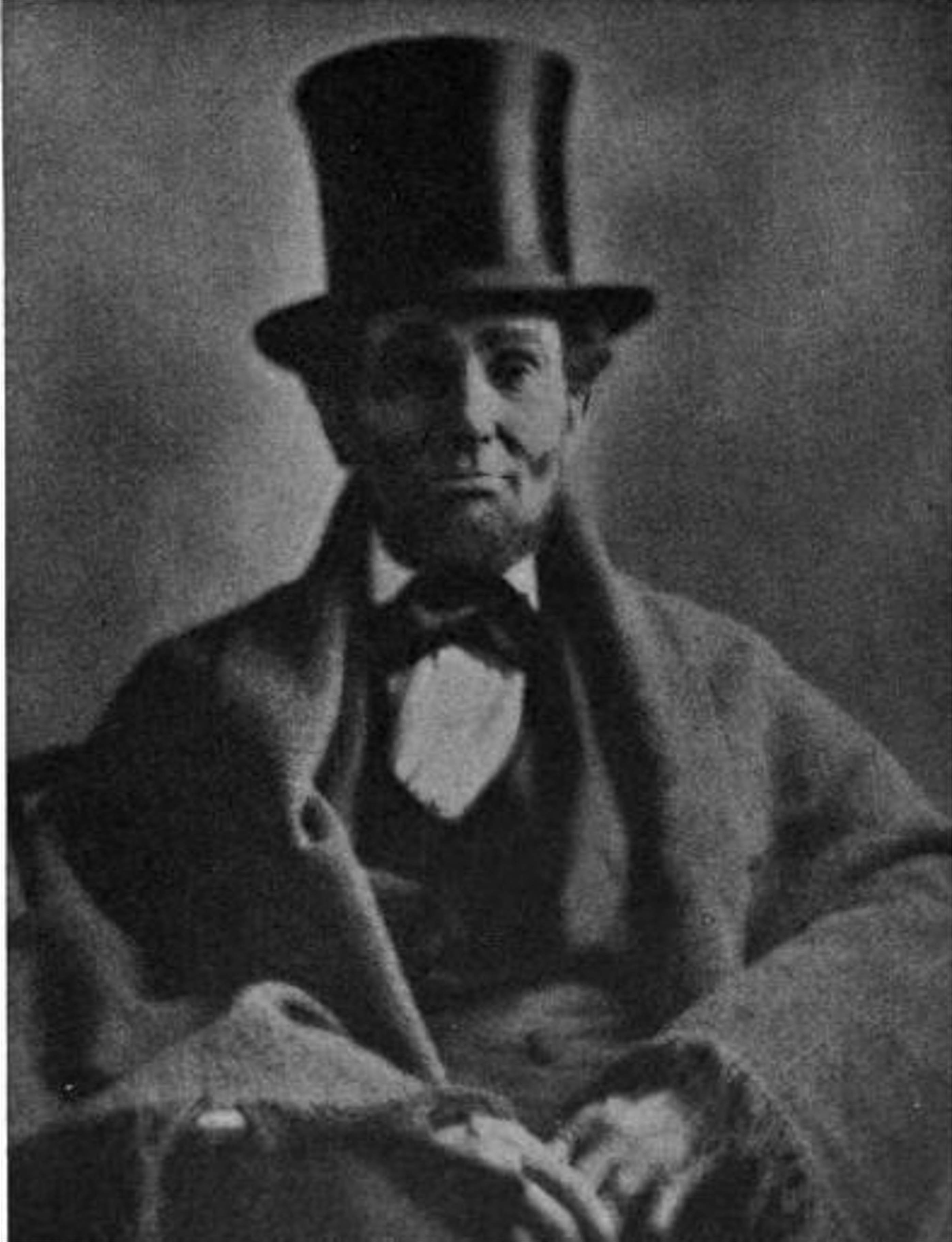
L'attore Howard Hall nei panni del presidente nell'opera teatrale A Man of the People (1920).

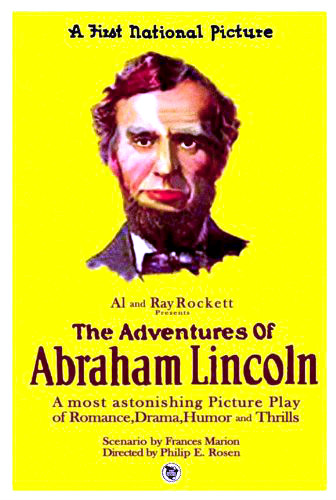
Poster di The Dramatic Life of Abraham Lincoln (1924).

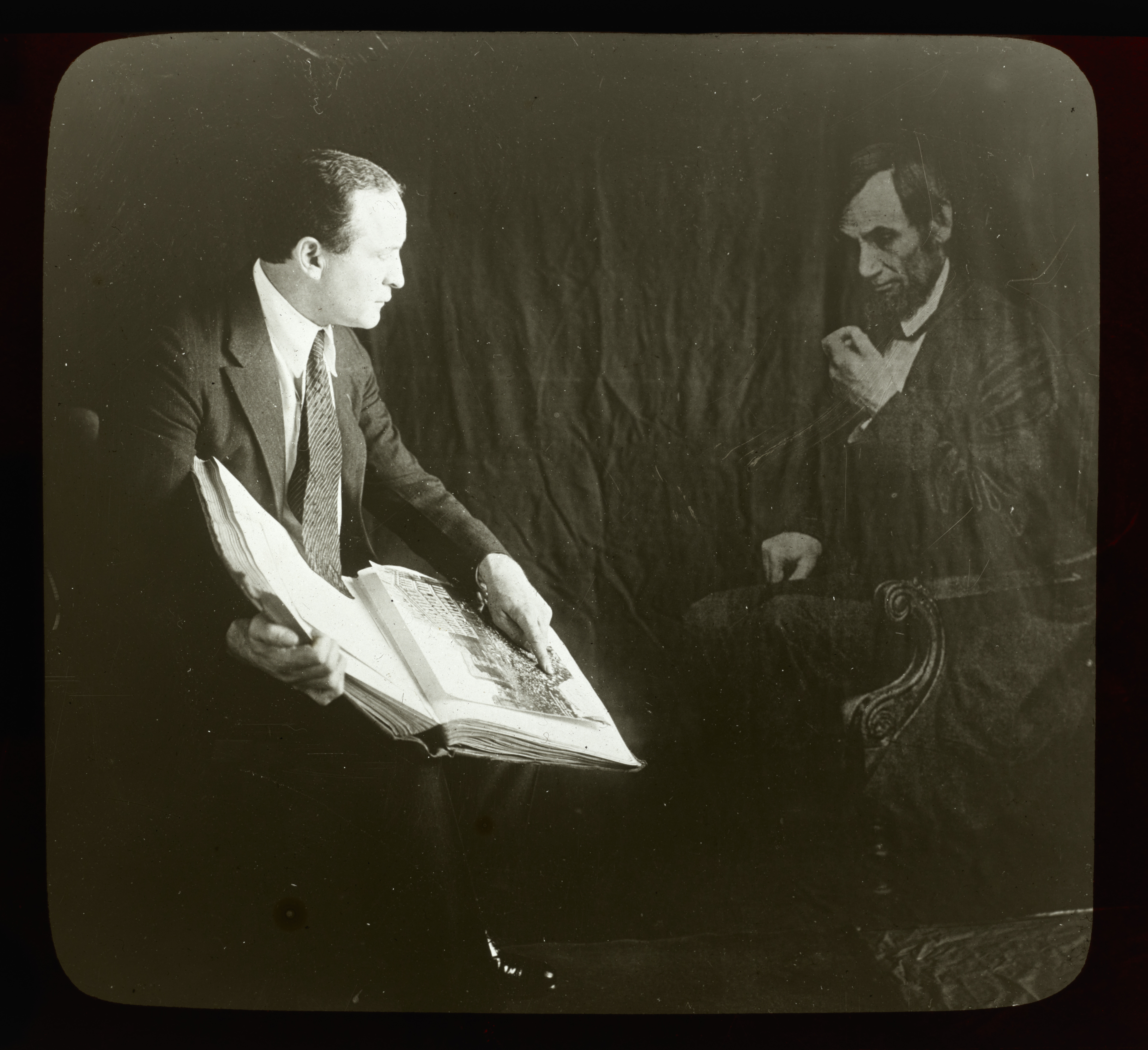
"Harry Houdini prova a richiamare il fantasma di Abraham Lincoln", anni 1920".

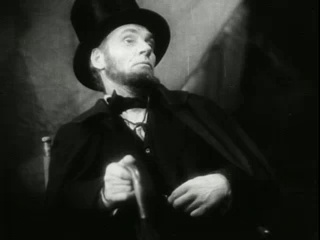
Walter Huston nei panni del presidente in Il cavaliere della libertà (1930).

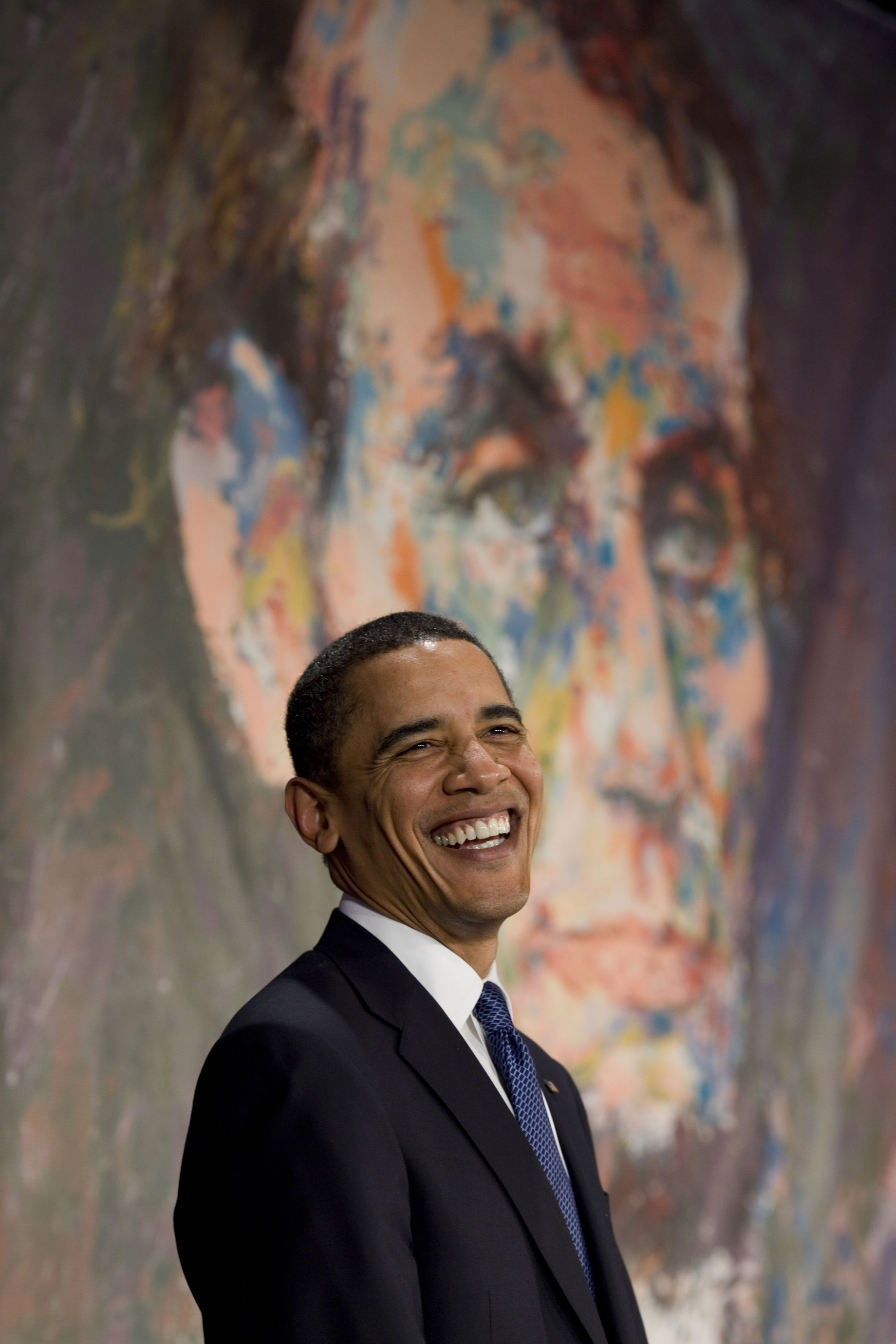
Barack Obama di fronte al ritratto del presidente.

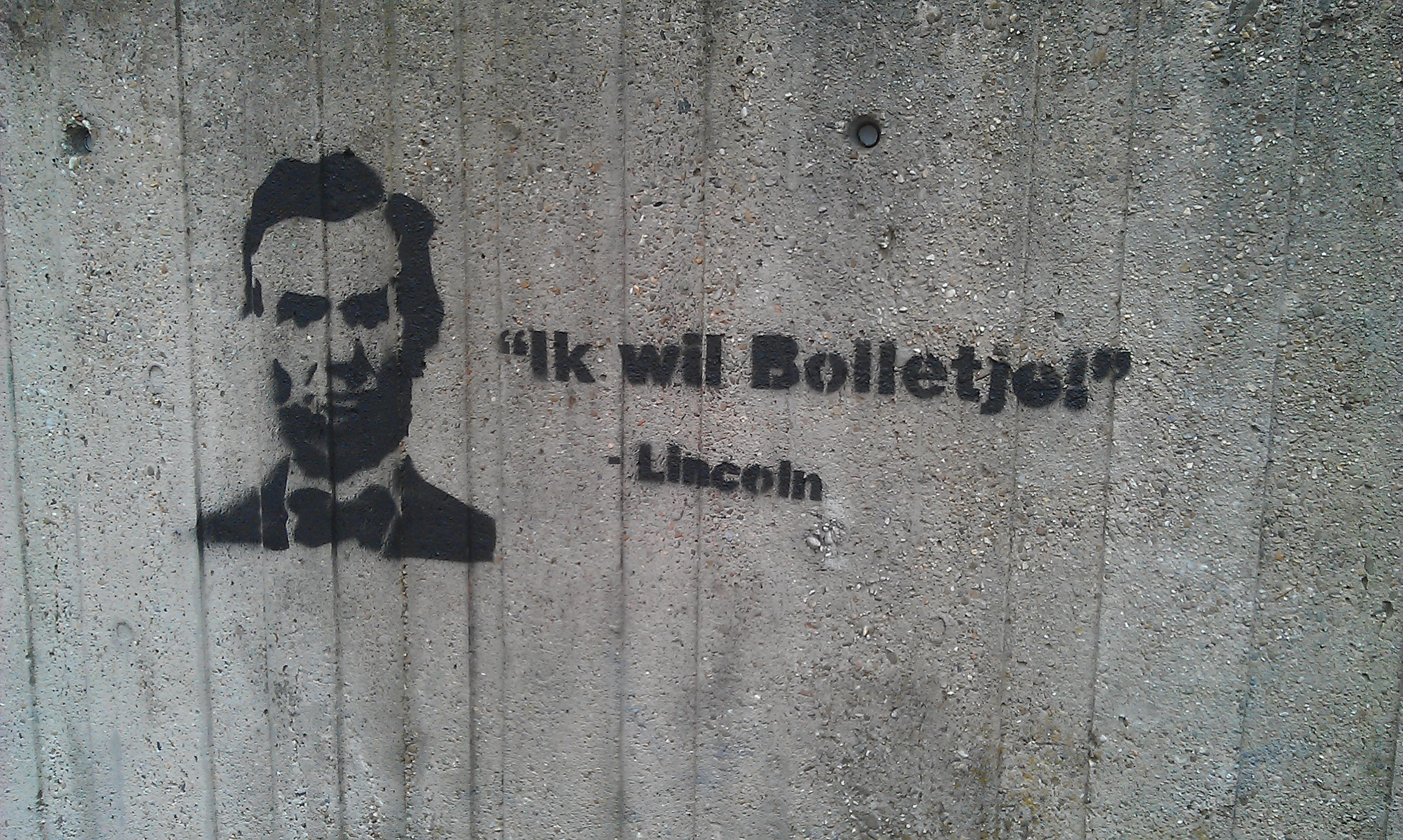
Stencil ad Amsterdam.

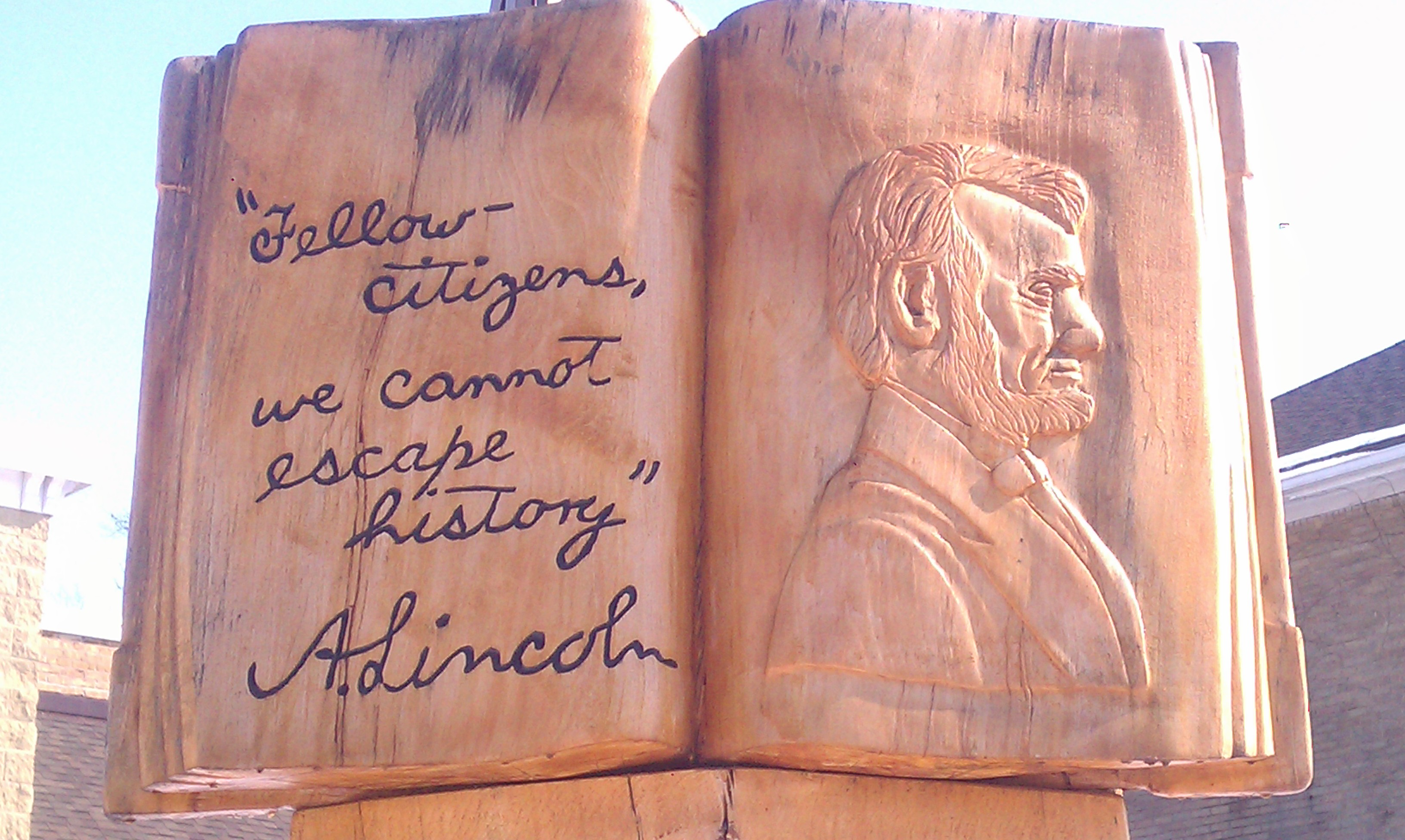
"Abraham Lincoln Book Tree Sculpture" - McHenry County Historical Museum".

| Anno | Film                                                                               | Attore                                              | Note |
| ---- | ---------------------------------------------------------------------------------- | --------------------------------------------------- | --- |
| 1922 | Buffalo Bill                                                                       | Joel Day                                            | Serial cinematografico |
| 1924 | The Dramatic Life of Abraham Lincoln                                               | George A. Billings                                  | |
| 1924 | Abraham Lincoln                                                                    | Frank McGlynn Sr.                                   | Cortometraggio |
| 1927 | The Heart of Maryland                                                              | Charles Edward Bull                                 | |
| 1928 | Legge di guerra                                                                    | Frank Austin                                        | |
| 1930 | Il cavaliere della libertà                                                         | Walter Huston                                       | |
| 1932 | The Phantom President                                                              | Charles Middleton (non accreditato)                 | Commedia musicale |
| 1934 | Are We Civilized?                                                                  | Frank McGlynn Sr.                                   | |
| 1935 | La piccola ribelle                                                                 | Frank McGlynn Sr.                                   | |
| 1935 | The Perfect Tribute                                                                | Charles 'Chic' Sale                                 | Cortometraggio tratto dal racconto "The Perfect Tribute" di Mary Raymond Shipman Andrews |
| 1936 | Il prigioniero dell'isola degli squali                                             | Frank McGlynn Sr.                                   | |
| 1936 | La conquista del West I                                                            | Frank McGlynn Sr.                                   | |
| 1936 | Hearts in Bondage                                                                  | Frank McGlynn Sr.                                   | |
| 1936 | Trailin' West (On Secret Service)                                                  | Robert Harriot Barrat                               | |
| 1938 | Cuori umani                                                                        | John Carradine                                      | |
| 1939 | Alba di gloria                                                                     | Henry Fonda                                         | Racconta la storia dei primi anni nel villaggio di New Salem (l'odierno Lincoln's New Salem, dove emerge nei primi discorsi del futuro presidente l'amore per la verità e la giustizia; Lincoln si trasferisce poi a Springfield (Illinois) dove apre uno studio legale, diventando in breve tempo un avvocato di successo, preparandosi così l'ascesa al Congresso. |
| 1939 | The Mad Empress                                                                    | Frank McGlynn Sr.                                   | |
| 1940 | Abramo Lincoln                                                                     | Raymond Massey                                      | Dall'opera teatrale Abe Lincoln in Illinois di Robert E. Sherwood. Tratta i primi anni di professione forense di Lincoln, fino alla sua elezione a Presidente, avvenuta il 6 novembre del 1860. |
| 1940 | Carovana d'eroi                                                                    | Victor Kilian                                       | |
| 1950 | Frecce avvelenate                                                                  | Jeff Corey                                          | Dal romanzo A Yankee Dared di Frank J. Nevins |
| 1951 | La roccia di fuoco                                                                 | Hans Conried                                        | |
| 1951 | Bersaglio eccellente                                                               | Leslie Kimmell                                      | |
| 1953 | I pascoli d'oro                                                                    | Richard Hale                                        | Dal romanzo The Golden Herd di Curt Carroll |
| 1955 | Il principe degli attori                                                           | Stanley Hall                                        | Dal romanzo Prince of Players: Edwin Booth di Eleanor Ruggles |
| 1955 | La valanga degli uomini rossi                                                      | James Griffith                                      | |
| 1955 | "Black Friday", episodio della serie Medic                                         | Austin Green                                        | |
| 1957 | L'inferno ci accusa                                                                | Austin Green                                        | |
| 1960 | "Our American Heritage: Shadow of a Soldier", episodio della serie Sunday Showcase | Ford Rainey                                         | |
| 1961 | "La via del ritorno", episodio della serie Ai confini della realtà                 | Austin Green                                        | |
| 1962 | La conquista del West II                                                           | Raymond Massey                                      | |
| 1964 | Abe Lincoln in Illinois                                                            | Jason Robards                                       | Film televisivo tratto dall'opera teatrale Abe Lincoln in Illinois di Robert E. Sherwood |
| 1965 | "The Executioners", episodio della serie Doctor Who                                | Robert Marsden                                      | |
| 1965 | I violenti di Rio Bravo                                                            | Jeff Corey                                          | Dal romanzo Waldröschen di Karl May |
| 1966 | Non per soldi... ma per denaro                                                     | John Anderson                                       | |
| 1966 | "The Death Trap", episodio della serie Kronos - Sfida al passato                   | Ford Rainey                                         | |
| 1972 | The Great Man's Whiskers                                                           | Dennis Weaver                                       | Film televisivo tratto dall'opera teatrale di Adrian Scott |
| 1974 | Lincoln                                                                            | Hal Holbrook                                        | Miniserie televisiva tratta dalla biografia di Carl Sandburg |
| 1975 | Sex and Violence                                                                   | John Lovelady                                       | Un episodio pilota per Muppet Show; un Abraham Lincoln in versione Muppet appare come parte della versione Muppet del Monte Rushmore. |
| 1976 | Capitani e Re                                                                      | Ford Rainey                                         | Miniserie televisiva tratta dal romanzo I capitani e i re di Taylor Caldwell |
| 1976 | L'uomo delle montagne                                                              | Ford Rainey                                         | |
| 1977 | La vera storia di Abramo Lincoln                                                   | John Anderson                                       | Dal libro The Lincoln Conspiracy di David W. Balsiger e Charles E. Sellier Jr. |
| 1982 | Il grigio e il blu                                                                 | Gregory Peck                                        | Miniserie televisiva |
| 1985 | Nord e Sud                                                                         | Hal Holbrook                                        | Miniserie televisiva tratta dall'omonimo romanzo di John Jakes |
| 1986 | Nord e Sud II                                                                      | Hal Holbrook                                        | Miniserie televisiva tratta dal romanzo Amore e Guerra di John Jakes |
| 1986 | Dream West                                                                         | F. Murray Abraham                                   | Miniserie televisiva tratta dall'omonimo romanzo di David Nevin |
| 1988 | Lincoln                                                                            | Sam Waterston                                       | Miniserie televisiva tratta dal romanzo Lincoln di Gore Vidal |
| 1989 | Bill & Ted's Excellent Adventure                                                   | Robert V. Barron                                    | Commedia musicale |
| 1990 | The Civil War (miniserie)                                                          | Sam Waterston                                       | |
| 1991 | Il tributo più bello                                                               | Jason Robards                                       | Film televisivo tratto dal racconto "Lincoln Got No Applause at Gettysburg: The Perfect Tribute" di Mary Raymond Shipman Andrews |
| 1991 | Cose dell'altro mondo (serie televisiva)                                           |                                                     | |
| 1995 | Tad                                                                                | Kris Kristofferson                                  | Film televisivo |
| 1998 | The Day Lincoln Was Shot                                                           | Lance Henriksen                                     | Film televisivo tratto dall'omonimo romanzo di Jim Bishop |
| 1998 | Lincoln (miniserie)                                                                | Sam Waterston                                       | Basato sul romanzo di Gore Vidal Lincoln: A Novel |
| 2009 | Black Dynamite                                                                     | Pete Antico                                         | |
| 2010 | The Conspirator                                                                    | Gerold Bestrom                                      | Ripercorre la vicenda processuale relativa alla cospirazione e, in particolare, la difesa di Mary Surratt, l'unica donna ad essere stata accusata nell'assassinio del presidente. |
| 2011 | The Gettysburg Address                                                             | David Morse (voce)                                  | Documentario |
| 2012 | Abraham Lincoln vs. Zombies                                                        | Bill Oberst Jr.                                     | Film horror uscito in home video |
| 2012 | La leggenda del cacciatore di vampiri                                              | Benjamin Walker Lux Haney-Jardine (Lincoln giovane) | Film horror tratto dal romanzo La leggenda del cacciatore di vampiri: Il diario segreto del presidente di Seth Grahame-Smith. Racconta la storia alternativa di un giovane Lincoln che, dopo aver perso la madre per colpa di un vampiro, in seguito ad un duro addestramento diverrà un cacciatore di vampiri in attesa di compiere la sua vendetta.                |
| 2012 | Lincoln                                                                            | Daniel Day-Lewis                                    | Tratto in parte dal romanzo Team of Rivals: The Political Genius of Abraham Lincoln di Doris Kearns Goodwin |
| 2013 | Saving Lincoln                                                                     | Tom Amandes                                         | |
| 2013 | Killing Lincoln                                                                    | Billy Campbell                                      | Film televisivo tratto dall'omonimo romanzo di Bill O'Reilly e Martin Dugard |
| 2014 | The Better Angels                                                                  | Braydon Denney                                      | Incentrato sull'infanzia e la formazione di Lincoln. |
| 2014 | Field of Lost Shoes                                                                | Michael Krebs                                       | Cinema di guerra |
| 2015 | The Ridiculous 6                                                                   | Daniel Patrick Pugh                                 | Commedia western. |

- Appare nell'episodio Sfida all'ultimo sangue (1969) della serie televisiva Star Trek, come proiezione di uno dei personaggi storici più amati dal capitano Kirk. Lincoln è interpretato da Lee Bergere.
- Il sosia di Lincoln Rex Hamilton è stato introdotto nei titoli di testa di ogni singolo episodio di Quelli della pallottola spuntata[14].
- In Amerika (miniserie) del 1987 si mostrano gli Stati Uniti d'America invasi dalle truppe dell'Unione Sovietica. L'immagine di Lincoln viene esposta nella parata militare in onore di Karl Marx e Lenin, esemplificando la reinterpretazione dei simboli americani da parte del nuovo Stato occupante.
- È apparso nel film del 1987 The Garbage Pail Kids Movie all'interno della "State Home of the Ugly" per essere "troppo lucido", insieme a Mohandas Gandhi per essere "troppo calvo" e a Babbo Natale per essere "troppo grasso".
- Nella serie comica di sketch della Second City Television, Joe Flaherty interpreta Lincoln come un viaggiatore nel tempo che fa un salto nel passato per inseguire il bambino John Wilkes Booth con una pistola per impedire il suo assassinio, ripetutamente fallendo nei suoi tentativi di ucciderlo. Catherine O'Hara interpreta la Mary Todd Lincoln che chiede al marito dove si svolgerà il suo futuro. Quando egli risponde casualmente "in un manicomio" proclama la sua abilità preveggente rispondendo "Lo sapevo!"
- Appare in un episodio di This Is America, Charlie Brown intitolato "The Smithsonian and the Presidency", con il suo segmento incentrato sul discorso di Gettysburg. È doppiato da Frank Welker.
- È apparso come cameo in versione minifigure LEGO nei film d’animazione The LEGO Movie (2014), e nel sequel The LEGO Movie 2 - Una nuova avventura (2019).

## Videogiochi
- Civilization
- Civilization II
- Civilization III
- Civilization Revolution
- Code Name: S.T.E.A.M.
- Sam & Max Season One
- Time Twist: Rekishi no Katasumi de...

## Altro
- La The Hall of Presidents di Magic Kingdom, nel Walt Disney World Resort.